# Масштабирующая функция
В теории всплесков масштабирующей функцией называют функцию удовлетворяющую уравнению
{\displaystyle \varphi (x)={\sqrt {2}}\sum \limits _{k\in \mathbb {Z} }h_{k}\varphi (2x+k).}
Это уравнение называют двухмасштабным соотношением или масштабирующим уравнением во временной области. Набор коэффициентов {\displaystyle \{h_{k}\}_{k\in \mathbb {Z} }} называется маской или фильтром.
Обозначив {\displaystyle m_{0}(\xi )={\frac {1}{\sqrt {2}}}\sum \limits _{k\in \mathbb {Z} }h_{k}e^{2\pi in\xi }} и применив преобразование Фурье к обеим частям масштабирующего уравнения получим
{\displaystyle {\widehat {\varphi }}(\xi )=m_{0}(\xi /2){\widehat {\varphi }}(\xi /2).}
Это уравнение называют масштабирующим уравнением в частотной области.